# Mastophora felis
Mastophora felis är en spindelart som beskrevs av Salvador de Toledo Piza Júnior 1976. Mastophora felis ingår i släktet Mastophora och familjen hjulspindlar. Inga underarter finns listade i Catalogue of Life.